# Flygande råttan
Flygande råttan (även Flygande musen) (engelska: The Flying Mouse) är en amerikansk animerad kortfilm från 1934. Filmen ingår i Silly Symphonies-serien och är en filmatisering av en fabel skriven av Jean de la Fontaine.

## Handling
En muspojke drömmer om att en dag kunna flyga som en fåglarna gör. Han skapar till en början egna vingar av löv och vill "flyga" inför sina syskon, men misslyckas. En dag räddar han en fjäril från att bli uppäten av en spindel. Då förvandlas fjärilen till en vacker fe som gör att muspojkens önskan går i uppfyllelse.
Men när hans önskan väl slår in blir ingenting som förut. Han börjar istället känna sig ensam av flera anledningar. Inte nog med att fåglarna såväl som fladdermössen hånar honom för hans utseende, han blir till och med övergiven av sin egen familj. Till slut kommer fen tillbaka och bryter förtrollningen. Musen blir lycklig igen och återförenas med sin familj.

## Om filmen
Filmen hade svensk premiär den 17 december 1934 på biografen Rita i Stockholm som innehåll i kortfilmsprogrammet 3 små grisar på nya äventyr eller Stora stygga vargen och Rödluvan, där även filmerna Den stora stygga vargen eller Tre små grisar på nya äventyr, Gräshoppan och myrorna, Den kloka hönan, Pluto i skojartagen och Och jula vara skall till påska! ingick.
Filmen har givits ut i flera utgåvor på DVD, bland annat som extramaterial till 2001 års DVD-utgåva till Dumbo.

## Rollista (i urval)
- Clarence Nash – fladdermus
- Pinto Colvig – skall, spindel
- Marion Darlington – möss
- Marcellite Garner – möss[7]